# 瓊斯克羅斯羅茲 (喬治亞州)
瓊斯克羅斯羅茲（英語：Jones Crossroads）是位於美國喬治亞州哈里斯縣和特魯普縣的一個非建制地區。該地的面積和人口皆未知。

## 地理
瓊斯克羅斯羅茲的座標為32°52′10″N 85°02′05″W / 32.86944°N 85.03472°W，而該地的平均海拔高度為249米（即817英尺）。